# Різдво щодня
«Різдво щодня» (англ. Christmas Every Day) — комедійний фантастичний фільм 1996 року.
У 2006 році фільм був перезнятий на телеканалі ABC Family під назвою «Різдво щодня» (англ. Christmas Do-Over).

## Сюжет
Біллі Джексон погано проводить Різдво. Він отримав баскетбольний м'яч і просто не вміє робити кидок у стрибку. Його дядько Девід приїжджає до міста, щоб відкрити Valu-Mall, що призведе до того, що магазин його тата припинить роботу. Коли він каже своїй молодшій сестрі Сарі, що немає Санти, вона загадує бажання, щоб Різдво було щодня. Тепер він повинен переживати це знову і знову. Тепер настає справжній різдвяний день бабака і невідомо, що доведеться пережити герою, щоб розірвати цю новорічну петлю часу.

## У ролях
- Роберт Хейс — Генрі Джексон
- Бесс Армстронг — Моллі Джексон
- Ерік фон Деттен — Біллі Джексон
- Івонн Зіма — Сара Джексон
- Роберт Кертіс Браун — дядько Девід Джексон
- Робін Райкер — тітка Керолін Джексон
- Джулія Велан — кузина Джейсі Джексон
- Тайлер Мейсон Бакалев — Джої Мануско
- Терренс Карр'єр — містер Чармерс
- Кара Вудс — Діана
- Ліндсі Остін Хаф — Майк